# Psychoterapia humanistyczna
Psychoterapia humanistyczna - ogólna nazwa niektórych form psychoterapii. Zalicza się do niej m.in.:
- Psychoterapię rogersowską:

Ta terapia opiera się na założeniu, że każdy ma możliwości wykorzystania całego swojego potencjału. Słuchając pacjenta terapeuta interpretuje jego słowa, postawę, zachowania, uświadamiając mu, co naprawdę mówi i co czuje. Celem terapii jest samorealizacja i pomoc w zwiększaniu poczucia własnej wartości.
- Gestalt

To terapia, która zakłada, że myśli, uczucia, czyny powinny być traktowane całościowo. Gestalt po niemiecku znaczy: "postać, figura, struktura". To scalająca terapia, zachęcająca pacjenta do osiągnięcia poczucia wewnętrznej harmonii poprzez zintegrowanie wszystkich składowych swojego życia wewnętrznego.